# Молочай тучный
Молоча́й ту́чный, или Молоча́й пу́хлый (лат. Euphórbia obésa) — многолетнее суккулентное растение; вид рода Молочай (Euphorbia) семейства Молочайные (Euphorbiaceae).

## Морфология
Маленькое суккулентное растение, похожее на кактус, почти в форме шара, напоминающее по виду камень или зелёно-коричневый футбольный мяч, без колючек и листьев, но иногда образует «ветви» или присоски в виде странно выглядящих наборов сфер. Может вырасти до 20—30 см высотой и до 9—10 см в диаметре.
Корень с коническим концом.
Ствол обычно 8-угольный, без ветвей, желобчатый, куполообразной или почти сферической формы, с возрастом становящийся цилиндрическим или конусообразным, с высотой в два раза превышающей ширину, серо-зелёного, стального или коричнево-зелёного цвета, с поперечными красно-коричневыми или бледно-фиолетовыми полосами. У молодых растений округлённое тело. Рёбра вертикальные, широкие, немного поднятые над поверхностью, с промежуточными бороздами. С возрастом число рёбер может увеличиваться (есть сведения о растениях с 10 рёбрами). На вершинах рёбер имеются отдельные маленькие коричневые шишечки. Это единственный известный вид молочая с твёрдым телом и без ветвей.
Листья очень мелкие, рудиментарные, быстро опадающие.
Молочай тучный является двудомным растением, у него мужские цветки на одном растении, а женские на другом. Циатии серовато-зелёного цвета, появляются летом и располагаются в верхней части ствола в виде концентрических кругов. Цветоножки ветвистые, листочки обёртки мелкие, соцветия мелковолоситые. Циатии имеют форму чашки, 3 мм в диаметре, у женских цветков расширенную. Соцветия испускают тонкий аромат. Для завязывания плодов необходимо перекрёстное опыление, которое обычно выполняется насекомыми.
Плод — слегка-треугольный трёхорешник, до 7 мм в диаметре, содержащий в каждом гнезде по одному семени. При созревании он взрываясь разбрасывает мелкие, круглые (2 мм в диаметре), крапчато-серые семена, цветоножки после разбрасывания семян отпадают.
|                                                       |  |  |
| Слева направо: старое растение, ствол, женские циатии |  |  |

## Распространение
Африка: ЮАР (Капская провинция).
Растут в небольшой области Кендреy, в Большом Кару (Северо-Капская провинция), в окрестностях Грааф-Реинет, в каменистой и холмистой местности среди обломков сланца, на ярком солнце или при частичном затенении, создаваемом карликовыми кустарниками и камнями Карру. Растения очень хорошо скрыты среди камней, их расцветка сливается с окружающей средой так хорошо, что иногда их трудно заметить. Растут на высоте 300—900 м над уровнем моря. Годовое количество осадков в местах произрастания молочая тучного — 200—300 мм в год, создаваемое в основном за счёт грозовых ливней. Средняя максимальная дневная температура — 26 °C, средняя минимальная — 11 °C, в зимние месяцы бывает лёгкий мороз.

## Экология
Молочай тучный является редким эндемиком из района Большого Карру южнее Грааф-Реинет (Северо-Капская провинция). К вымиранию растения в дикой природе привёл его чрезмерный вывоз коллекционерами и экспортёрами. Сейчас это растение охраняется национальным и международным законодательством.
Молочай тучный, наряду с другими суккулентными молочаями, включён в Приложение II Конвенции о международной торговле дикими видами фауны и флоры, находящимися под угрозой исчезновения. Это означает, что каждое растение, перевозимое через границу, должно сопровождаться соответствующими документами. Семена, полученная в комнатных условиях рассада и пыльца растений от пропуска освобождаются.

## Практическое использование
Выращивается в комнатных условиях, но может быть выращен и в садах в районах с тёплым и сухим климатом. Этот молочай более светолюбив и засухоустойчив, чем другие виды молочаев, также он может выдержать мороз до −5 °C и даже до −10 °C, если его не поливать. Предпочитает почву с содержанием сланца, но может расти и на любой почве, но при этом ему необходим хороший дренаж. Полив должен быть умеренным в течение летних месяцев и совсем не нужен зимой. Это медленно растущее растение, которое может расти на одном месте и на одной и той же почве в течение многих лет. Молочай тучный допускает лёгкую полутень, но если он рос в тени, прежде, чем поместить его на яркое солнце, нужно постепенно приучать его к новым условиям, иначе он может обгореть.
Растение легко размножается семенами. Цветёт молочай тучный в возрасте 5—8 лет. Опылять его можно вручную с помощью маленькой кисточки. После опыления растение необходимо закрыть сеткой, иначе семена будут далеко разбросаны.

## Таксономия

### Таксономическая таблица
|  |                                      |  |                                                             |                                                             |                      |  | ещё 36 семейств (согласно Системе APG II), в том числе Маковые | ещё 36 семейств (согласно Системе APG II), в том числе Маковые |                         |  |  |  | ещё ≈2000 видов |
|  |                                      |  |                                                             |                                                             |                      |  | ещё 36 семейств (согласно Системе APG II), в том числе Маковые | ещё 36 семейств (согласно Системе APG II), в том числе Маковые |                         |  |  |  | ещё ≈2000 видов |
|  |                                      |  |                                                             | порядок Мальпигиецветные                                    |                      |  |                                                                |                                                                | род Молочай (Euphorbia) |  |  |  |                 |
|  |                                      |  |                                                             | порядок Мальпигиецветные                                    |                      |  |                                                                |                                                                | род Молочай (Euphorbia) |  |  |  |                 |
|  | отдел Цветковые, или Покрытосеменные |  |                                                             |                                                             | семейство Молочайные |  |                                                                |                                                                | вид Молочай тучный      |  |  |  |                 |
|  | отдел Цветковые, или Покрытосеменные |  |                                                             |                                                             | семейство Молочайные |  |                                                                |                                                                |                         |  |  |  |                 |
|  |                                      |  | ещё 44 порядка цветковых растений (согласно Системе APG II) | ещё 44 порядка цветковых растений (согласно Системе APG II) |                      |  |                                                                | ещё >300 родов                                                 | ещё >300 родов          |  |  |  |                 |
|  |                                      |  |                                                             | ещё 44 порядка цветковых растений (согласно Системе APG II) |                      |  |                                                                |                                                                | ещё >300 родов          |  |  |  |                 |

### Подвиды

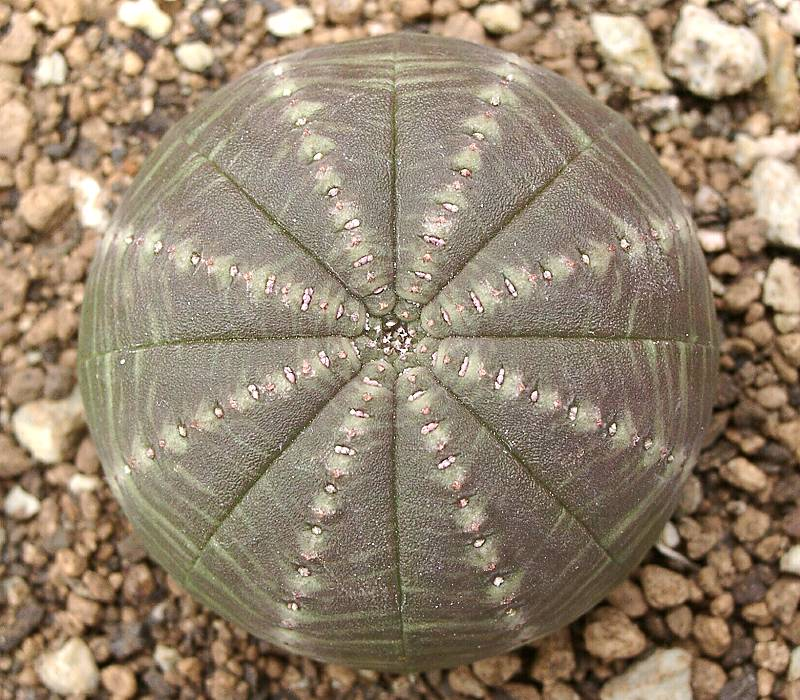
Подвид

В пределах вида выделяются два подвида:
- Euphorbia obesa subsp. obesa
- Euphorbia obesa subsp. symmetrica (A.C.White, R.A.Dyer & B.Sloane) G.D.Rowley

Подвид Euphorbia obesa subsp. symmetrica выглядит почти так же как номинативный, но круглее его, более плоский, меньших размеров (высота до 6 см, диаметр 8—10 см). Раскрашен он более пёстро. Циатии более многочисленные, на ветвистых цветоножках. Этот подвид имеет также характерно более длинный корень.